# Grotenfelt
Grotenfelt är en finländsk adlig ätt som har sitt ursprung i Sachsen.[källa behövs] Den kom till Finland i början av 1600-talet.[källa behövs]
År 1677 adlades major Nils Persson Groth, sedermera överstelöjtnant vid karelska dragonregementet. Ätten uppfördes på Finlands riddarhus 1818 och på Sveriges riddarhus återvann man representationsrätt 1952 och 1968 för olika grenar av ätten.
Originalsköldebrevet i privat ägo.

## Medlemmar
- Adolf Grotenfelt (1828–1892), ämbetsman
- Arvi Grotenfelt (1863–1941) filosof
- Erik Grotenfelt (1891–1919) författare
- Georg Grotenfelt (1951–), arkitekt, filmregissör
- Gösta Grotenfelt (1855–1922), jordbruksforskare
- Julius Grotenfelt (1859–1929), jurist
- Kustavi Grotenfelt (1861–1928), historiker
- Nils Grotenfelt (1846–1902), agronom
- Nils Gustav Grotenfelt (1923–2006), företagsledare och godsägare